# Estação Roquetes

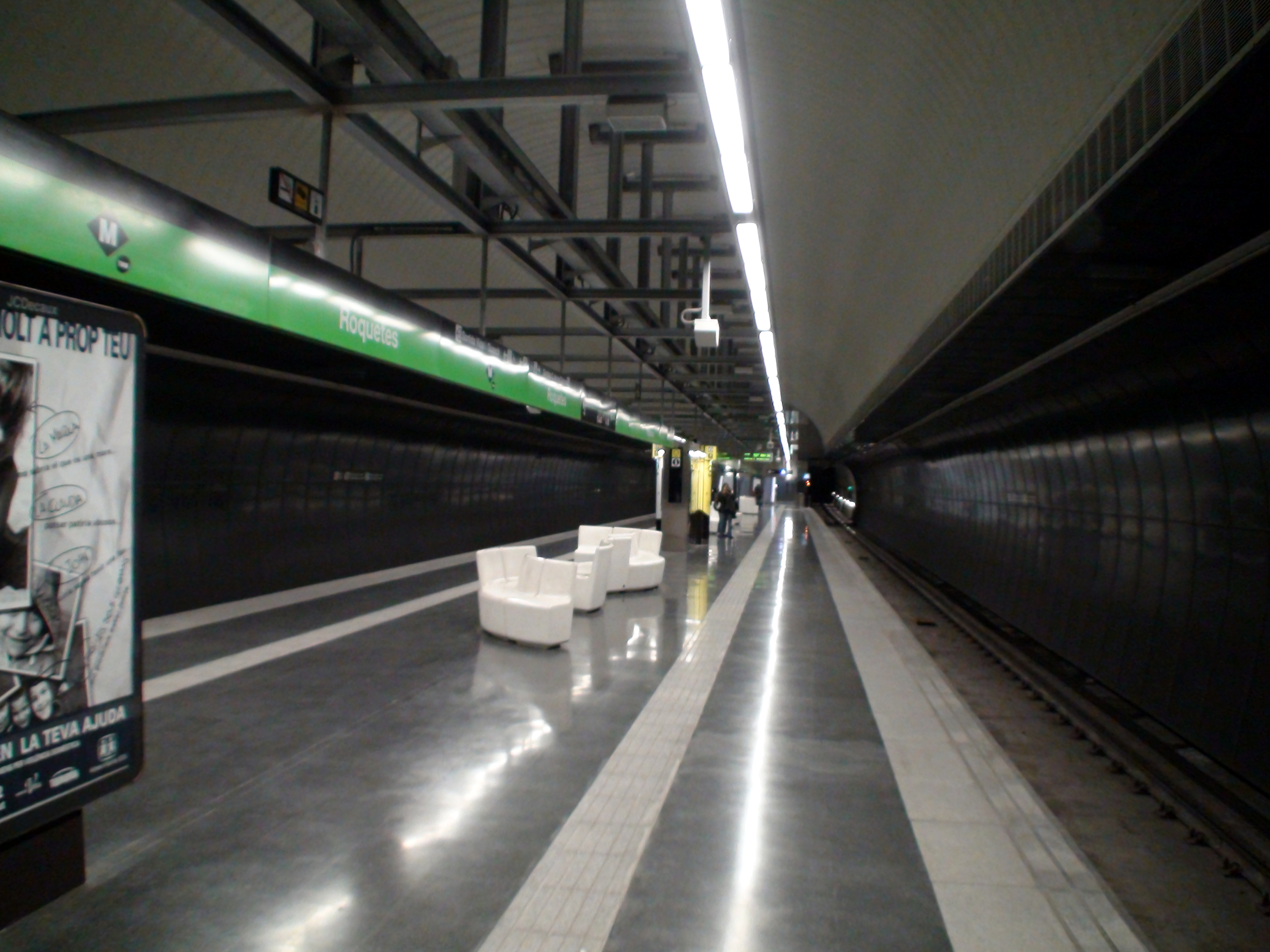
Estação Roquetes.

Roquetes é uma estação da linha Linha 3 do Metro de Barcelona, localizada abaixo do bairro de Roquetes, no distrito de Nou Barris de Barcelona e foi inaugurada em 4 de outubro de 2008 com a extensão de Canyelles a Trinitat Nova.

## Localização
A estação possui dois lobbies, um no cruzamento de Jaume Pinent e Las Torres e outro sob o novo parque Roquetes, em torno das ruas Vidal e Guasch. O primeiro átrio tem 255 m² e tem entradas distribuídas ao longo da rua: uma escada, um elevador e uma longa escada rolante (com duas secções) para a saída para a rua. Este lobby tem dois grupos de catracas tarifárias e máquinas de venda automática de bilhetes. O segundo salão está localizado no nível inferior e possui máquinas de venda automática de ingressos e barreiras tarifárias. Os trens circulam a 50 metros de profundidade (a estação de metrô mais profunda em operação em 2008) formado por uma plataforma central de 8 metros de largura e 100 metros de comprimento. Em cada extremidade da plataforma existe um conjunto de escadas rolantes, uma escada e um elevador que conduzem ao corredor que leva ao poço onde estão localizados elevadores de grande capacidade para acesso aos átrios. Cada um dos elevadores pode acomodar 23 pessoas. Existem também escadas de emergência fixas.
A atual estação de Roquetes não deve ser confundida com a estação da Via Júlia, na L4, que era conhecida como Roquetes até 1999.